# Ouakpé-Daho
Ouakpé-Daho è un arrondissement del Benin situato nella città di Ouidah (dipartimento dell'Atlantico) con 3.600 abitanti (dato 2006).